# کرنبروک (پنسیلوانیا)
کرنبروک (به انگلیسی: Cairnbrook) یک منطقهٔ مسکونی در ایالات متحده آمریکا است که در شهرستان سامرست، پنسیلوانیا واقع شده‌است. کرنبروک ۵۲۰ نفر جمعیت دارد و ۶۷۵٫۱۴ متر بالاتر از سطح دریا واقع شده‌است.